# Popencu
Popencu (in russo Попенки)  è un comune della Moldavia controllato dalla autoproclamata repubblica di Transnistria. È compreso nel distretto di Rîbnița.

## Località
Il comune è formato dall'insieme delle seguenti località:
- Popencu (Попенки)
- Chirov (Кирово)
- Vladimirovca (Владимировка)
- Zăzuleni (Зозуляны)